# C'est l'Univers qui l'a voulu
C'est l'Univers qui l'a voulu (Hello, Universe) est un roman pour enfants de 2017 écrit par l'écrivaine philippino-américaine Erin Entrada Kelly. Le roman est raconté du point de vue de quatre collégiens alors que l'un d'eux se retrouve piégé dans un puits. Le livre remporte la médaille Newbery en 2018.

## Écriture
Le roman est raconté de quatre points de vue : Virgil Salinas, un garçon philippino-américain ; Kaori Tanaka, une fille nippo-américaine ; Valencia Somerset, une fille de la classe de Virgile qui est sourde ; et Chet Bullens, l'intimidateur du quartier. Le récit se déroule principalement au cours d'une seule journée d'été. Dans une interview, Kelly déclare qu'il était important de célébrer sa culture philippine : « La culture philippine n'est pas nécessairement répandue dans la littérature occidentale, en particulier pour les enfants. » Kelly a également cité le folklore philippin comme source d'inspiration pour le livre.

## Accueil
Le livre reçoit un accueil largement positif, dont plusieurs critiques étoilées. Les critiques ont noté ses personnages bien écrits et diversifiés et son intrigue réaliste. Une critique de Kirkus a écrit sur les « perspectives extrêmement bien conçues » des quatre narrateurs. Dans une critique plus mitigée, Sarah Hannah Gomez écrivant pour le Horn Book Magazine a déclaré : « Bien que la fin soit peut-être un peu trop soignée, la vie intérieure des enfants est distinctive et chacune sonne vrai ». La diversité présentée par les personnages et la manière discrète dont cela a été géré ont également été saluées dans plusieurs critiques, notamment par Angie Bayne écrivant pour le Jefferson City News Tribune, « la diversité n'est pas traitée comme un point d'intrigue mais juste un point de fait ».
Plusieurs critiques ont commenté l'attrait du livre pour les enfants. Michelle Shaw, écrivant pour School Library Journal , a salué son large attrait : « Les lecteurs de tous les horizons afflueront vers ce livre qui a quelque chose pour presque tout le monde » tandis qu'une critique de Booklist a déclaré que « les lecteurs seront instantanément captivés ».
Le titre est annoncé comme le gagnant de la médaille Newbery 2018 en février 2018. Le comité de sélection a noté que le livre était « magnifiquement raconté à travers des points de vue changeants », ajoutant que « ce conte de quête moderne scintille d'humour et d'émotion authentique ». Kelly a dit que gagner le Newbery fait partie de ses moments dont elle est les plus fière.
L'édition allemande de C'est l'Univers qui l'a voulu a reçu le Deutscher Jugendliteraturpreis de 2019 (catégorie Prix du livre pour enfants), la plus haute distinction du pays pour la littérature pour enfants.

## Publication
Le récit est publié en langue française en avril 2019, aux éditions du Seuil :
- C'est l'Univers qui l'a voulu, Seuil jeunesse, 2019 ((en) Hello, Universe, Greenwillow Books, Harper Collins, 2017  (ISBN 978-0-0624-1415-1)), trad. Amelie Sarn, 272 p.  (ISBN 979-1-0235-1184-0)illustrations d'Isabel Roxas

## Adaptation
Le 22 mai 2019, il est annoncé que Netflix adapterait ce roman en long métrage.